# Mayday (dramat)
Mayday (ang. Run for Your Wife) – sztuka teatralna według scenariusza komediopisarza Raya Cooneya. Po raz pierwszy wystawiona 29 marca 1983 roku w Londynie.
Mayday to historia pechowego taksówkarza-bigamisty, którego szczęśliwe życie u boku dwóch kobiet przerywa niespodziewany wypadek. Następujące po nim lawinowo dziwne zbiegi okoliczności, omyłkowo zrozumiane przez bohaterów wypowiedzi i błędnie zinterpretowane przez nich wydarzenia doprowadzają do absurdalnego zawikłania sytuacji. 
Sztuka odgrywana przez wiele teatrów na świecie, przez lata ciesząca się niesłabnącym powodzeniem; w Polsce m.in. w:  w Teatrze im. Jana Kochanowskiego w Opolu, Teatrze Polskim we Wrocławiu, Teatrze Bagatela w Krakowie, Teatrze im. Adama Mickiewicza w Częstochowie, Bałtyckim Teatrze Dramatycznym im. Juliusza Słowackiego w Koszalinie, Teatrze im. Aleksandra Sewruka w Elblągu.
Sztuka była dwukrotnie adaptowana na potrzeby kina: w 2012 r. w brytyjskim filmie Run for Your Wife w reżyserii Raya Cooneya, oraz w 2019 r. w polskim filmie pt. Mayday w reżyserii Sama Akiny. Polski film został również w 2020 r. wyemitowany w telewizji Polsat w formie czteroodcinkowego serialu. 